# Lorenzo Guerrini
Lorenzo Guerrini (Milano, 3 marzo 1914 – Roma, 29 marzo 2002) è stato uno scultore italiano.

## Biografia
Contro il volere del padre, studiò cesello e sbalzo presso la Società Umanitaria di Milano, lavorando contemporaneamente presso lo scultore e cesellatore Edoardo Saronni.
Nel 1930 si trasferì a Roma, dove fu allievo di Alberto Gerardi. Nel 1935 vinse le Littoriali del lavoro con un piatto sbalzato. Nel 1938 venne inviato a Berlino come supervisore del settore metalli all'esposizione internazionale di Arti decorative. Nel 1938 cominciò a lavorare in un laboratorio di cesello a Breslavia frequentando anche una scuola serale dove ottenne un diploma come maestro cesellatore. Grazie a una borsa di studio, si iscrisse poi alla Hochschule für Bildende Künste (Istituto superiore per le arti figurative) di Berlino. Per l'intensificarsi della guerra tornò in Italia e nel 1944 si diplomò all'accademia di Belle Arti di Roma. Compì numerosi viaggi in Germania, Austria, Cecoslovacchia, Polonia, Lussemburgo.
Nel 1947, presso la Galleria Barbaroux di Milano, presentò la sua prima personale di sbalzi di metallo cesellati, opere che l'anno successivo furono esposte anche alla galleria Obelisco di Roma. Con un'opera in sbalzo, sempre nel 1948 vinse il premio Grazioli della Fondazione Brera alla Mostra nazionale d'Arte Contemporanea di Milano. Nello stesso anno soggiornò per la prima volta a Parigi, ove ritornò ripetutamente fino al 1954. Nella capitale francese ebbe modo di incontrare celebri scultori dell'epoca quali Brâncuși, Laurens, Pevsner, Giacometti. Con disegni e rilievi metallici partecipò poi alle prime mostre dell'Art Club di Roma, sodalizio artistico aperto alle novità dell'arte astratta, insieme a Burri, Dorazio, Mannucci, Perilli e altri. 
Nel 1949 ricevette l'incarico, che proseguì fino al 1974, di docente di tecnica dello sbalzo e cesello presso l'Istituto Statale d'Arte di Roma. Tra il 1950 ed il 1952 realizzò le prime medaglie astratte. Nel 1953 cominciò a scolpire la pietra in taglio diretto nelle cave di Marino e vinse il Prix Montparnasse.
Nel 1955 in Brasile, nell'occasione di una personale al Museo d'Arte Moderna di San Paolo, poté lavorare a Campinas e visitare Rio de Janeiro e Recife. 
Per la XI Triennale di Milano, nel 1957 eseguì la grande scultura in pietra L'uomo si rinnova, oggi al Middelheimpark di Anversa, e la sua gemella Metamorfosi, oggi all'Università "La Sapienza" di Roma.
Sue opere sono state presentate alle maggiori esposizioni nazionali: Triennale di Milano nel 1951, 1957, Biennale di Venezia nel 1952, 1954 e 1962, Quadriennale di Roma nel 1955, Biennale di Carrara del 1965 (IV) e 1967 (V).
Nel 1968 fu invitato alla XXXIV Biennale di Venezia e gli fu offerta la possibilità di esporre in una sala personale. Scolpì le opere ad essa destinate a Pietrasanta. Nel periodo 1969-72, con una rinnovata attenzione al volume e alla pietra, partecipò a numerose mostre internazionali (Anversa, Montreal, Parigi, Londra, Stati Uniti e Haifa). Il Museo civico di Bassano del Grappa ospitò la sua prima mostra antologica di medaglie astratte. Nel 1973 partecipò alla X Quadriennale di Roma e ottenne la cattedra di scultura dell'Accademia di belle arti dell'Aquila, ma dovette ben presto rinunciare all'incarico a causa dei problemi cardiaci che il clima molto rigido della città gli provocava.
Nel 1976 iniziò il suo insegnamento all'Accademia di belle arti di Roma.
Nel 1979 partecipò alla mostra Progettare con l'oro (Firenze, Palazzo Strozzi – Milano, Castello Sforzesco) che riuniva tre personali riepilogative di Lorenzo Guerrini, Arnaldo Pomodoro e Flora Wiechmann Savioli.
Nel 1981 espose a Venezia, in una personale a Ca' Pesaro la propria donazione di medaglie e gouaches. Nello stesso anno donò alla Pinakothek der Moderne di Monaco di Baviera il gruppo a cinque elementi "Niobe".
Nel 1985 la Galleria Nazionale d'Arte Moderna gli dedicò una mostra antologica e lo nominò Accademico di San Luca. Sono pubblicati dalle Edizioni Bora i due volumi della monografia e catalogo generale delle sue opere con testi critici di Pier Carlo Santini e Luciano Caramel.
Nel 1987 donò alla Francia, in ricordo dei soggiorni di studio trascorsi a Parigi e grato per l'ospitalità nella Villa Strohl Fern a Roma, la scultura Il respiro del mare, ora al Centro Pompidou.
Nel 1988 donò alcune opere al Comune di Bolsena e per l'occasione espose una trentina di sculture e alcune gouaches in una mostra curata da Samuel Montealegre.
Del 1989 è la mostra personale Forme nel verde allestita negli Horti Leonini di San Quirico d'Orcia, presentato da Rolando Bellini.
Nel 1992 partecipò alla mostra Oro d'autore: omaggio a Piero al Museo Statale d'Arte di Arezzo, a cura di Gillo Dorfles. Nel 1995 prese parte alla mostra Artisti contemporanei per gli Uffizi. Dieci anni di acquisizioni 1984-1994 presso il Gabinetto Disegni e Stampe degli Uffizi, a cura di Anna Maria Petrioli Tofani.
Nello stesso anno partecipò all'esposizione Roma 1950-59. Il rinnovamento della pittura in Italia presso il Palazzo dei Diamanti di Ferrara.
Nel 1995 il parco-museo di scultura all'aperto di Ozieri realizzò per la sua inaugurazione una mostra omaggio a lui dedicata. 
Nel 1996 Guerrini espone alla mostra Acquisti e doni nei Musei Comunali al Palazzo delle Esposizioni di Roma. Nel 1997 espone sei Grandi Sculture Bianche nella chiesa di San Gregorio al Celio a Roma e nel 1999 al Museo Archeologico di Napoli. È nominato membro della Pontificia Insigne Accademia di Belle Arti e Lettere dei Virtuosi al Pantheon. Nel 2002 partecipa alla mostra Roma 1948-1959 Arte, cronaca e cultura dal Neorealismo alla Dolce Vita che si tiene a Roma al Palazzo delle Esposizioni.
Muore a Roma nel 2002 e due anni dopo l'Accademia Nazionale di San Luca gli dedica la prima mostra postuma con una presentazione di Maria Pia Vivarelli.
Il ricordo rimane vivo ed anche dopo la sua morte continuano a realizzarsi mostre con le sue opere. Nel 2005 il Comune di Milano espone tutte le opere donate dall'artista alle Civiche Raccolte d'Arte.
Nel 2010 alcune sue sculture sono esposte al Vittoriano alla mostra Romaccademia. Un secolo d'arte da Sartorio a Scialoja e alcune sue gouaches entrano a far parte della collezione delle opere dei maestri accademici contemporanei dell'Accademia Nazionale di San Luca.
L'anno successivo la Galleria Nazionale d’Arte Moderna espone tutte le opere del maestro di proprietà della Galleria nella mostra Attraverso le collezioni. Grandi Nuclei Arte Moderna.
Nel 2012 la Fondazione Aldo Furlan inserisce le sue opere in una mostra dedicata alla scultura italiana contemporanea. Nello stesso anno altre sue opere sono esposte nella Galleria Baccina Techne di Roma e al chiostro di San Cosimato. L'anno successivo a Carrara viene realizzata una mostra sulla storia delle Biennale di Carrara e sono esposte delle sue opere.
Nello stesso anno le sue opere sono presenti in una mostra dedicata all'arte contemporanea della Galleria di Posta latina Nel 2014 la Galleria Monserrato espone alcune sue opere in una mostra a lui dedicata, sempre nel 2014 a Forte dei Marmi in una mostra dedicata all'Art Club sono presenti sue opere. Nel 2018 ci sono sue opere alla Galleria De Chirico di Torino.

## Archivio
Il fondo Lorenzo Guerrini, conservato presso la Fondazione Carlo Ludovico Ragghianti a Lucca, fu costituito attraverso successive donazioni dello stesso scultore all'amico Pier Carlo Santini, direttore della Fondazione. Le donazioni si interrompono per un litigio intercorso tra i due nel 1989.
Per volere degli eredi è stato costituito l'Archivio di Lorenzo Guerrini. L'Archivio cura la collezione privata delle opere tuttora di proprietà degli eredi, raccoglie scritti autografi, corrispondenze private e con personaggi dell’epoca, scritti inediti e documenti personali, libri, riviste, volumi illustrati, cataloghi, manifesti, locandine, materiale fotografico, studi preparatori, schizzi, bozzetti, premi, diplomi, oggetti personali, nonché la maggioranza delle opere che costituiscono la bibliografia del maestro.